# Postleitzahl (Griechenland)
Anfang 1983 wurde die Postleitzahl in Griechenland durch die griechische Post ELTA eingeführt. Die griechische Postleitzahl besteht aus fünf Ziffern. Die ersten beiden Ziffern bezeichnen die Region, die letzten drei Ziffern die Ortschaft bzw. den Stadtteil.
Intern werden die Postleitzahlen in drei Kategorien geführt:
- Kategorie A (Ortschaften mit mehreren Postleitzahlen)
- Kategorie B (Ortschaften mit einer Postleitzahl)
- Organisationen oder Firmen mit eigener Postleitzahl

## Geschichte
Abgelöst wurde ein älteres System, bei dem nach dem Ortsnamen drei Ziffern folgten. Die Einteilung folgt in etwa den Bezirken auf dem Stand des Einführungsdatums.

## Postleitzahlenregionen (Gliederung, erste beide Ziffern)
- 10XXX  bis 19XXX: Attika
- 20XXX bis 27XXX: Peloponnes
- 28XXX: Kefalonia
- 29XXX: Zakynthos
- 30XXX: Ätolien-Akarnanien
- 31XXX: Lefkada

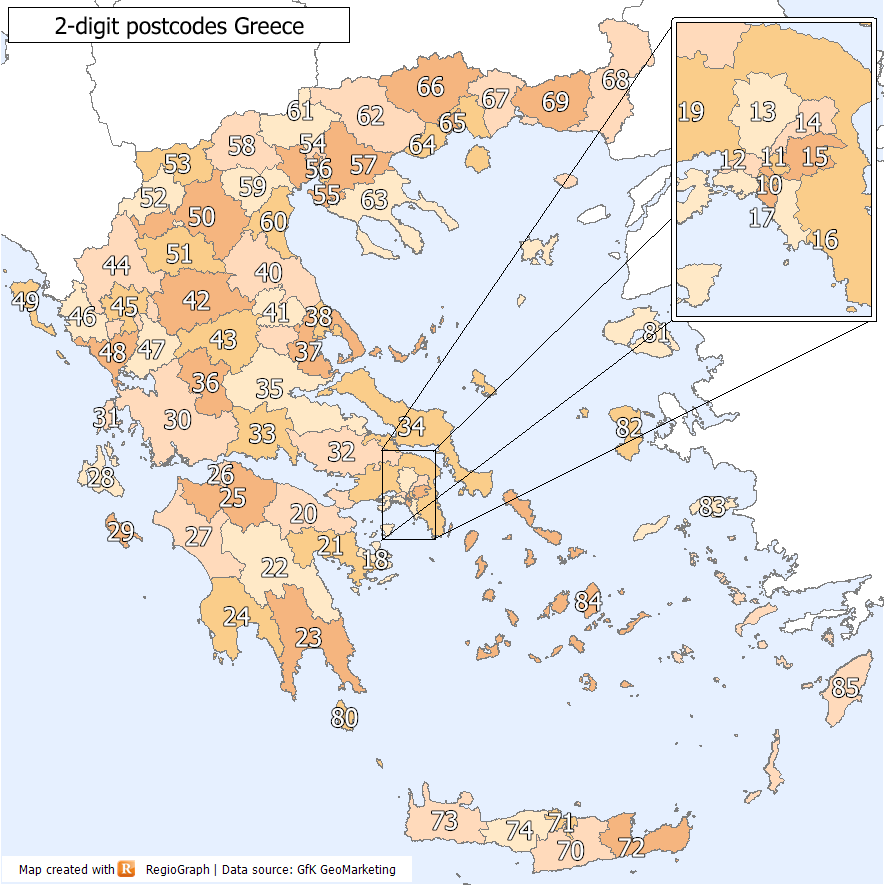
Die Postleitzahlenregionen in Griechenland

- 32XXX bis 36XXX: Griechisches Festland (außer Ätolien-Akarnanien und Attika)
- 37XXX bis 43XXX: Thessalien
- 44XXX bis 48XXX: Epirus
- 49XXX: Korfu
- 50XXX bis 66XXX: Makedonien
- 67XXX bis 69XXX: Thrakien
- 70XXX bis 74XXX: Kreta
- 80XXX: Kithira
- 81XXX bis 85XXX: Inseln der Ägäis